# دهستان گابریک
دهستان گابریک، یکی از دهستان‌های بخش مرکزی شهرستان جاسک در استان هرمزگان ایران است. مرکز این دهستان، روستای یکدار است.

## جمعیت
بر پایه سرشماری عمومی نفوس و مسکن در سال ۱۳۹۵، جمعیت دهستان گابریک برابر با ۶٬۵۶۱ نفر بوده‌است.